# Пьоу
Пьоу — жанр релігійної буддійської поезії.

Чотиривірш, в якому кожен рядок має чотири склади; сформований у XV—XVII ст.

Найвидатнішим поетом, який творив в цьому жанрі був Шин Магатілавунта (XV століття). Повністю збереглося шість його творів (інші лише в уривках). Це дві поеми в жанрі пьоу за мотивами буддійських джатак: «Парамідокхан» (1491 або 1492, «Досягнення досконалості»; присвячена Будді) і Hsutaungan pyo (1495).